# Umbilia
Umbilia Jousseaume, 1884 è un genere di molluschi gasteropodi marini della famiglia Cypraeidae, l'unico genere vivente della sottofamiglia Umbiliinae.

## Descrizione
Caratterizzate da colori poco vistosi e lunghi canali sifonali.

## Distribuzione e habitat
Il genere è endemico delle acque dell'Australia.

## Tassonomia
Il genere comprende le seguenti specie:
- Umbilia armeniaca Verco, 1912
- Umbilia capricornica Lorenz, 1989
- Umbilia darryli Hawke, 2020 †
- Umbilia hallani Hawke, 2020 †
- Umbilia hesitata (Iredale, 1916)
- Umbilia oriettae Lorenz & Massiglia, 2005
- Umbilia petilirostris Darragh, 2002